# Full D1
Full D1 (nazywany również po prostu D1) – standard rozdzielczości, w którym obraz dla systemu PAL ma wymiary 720 pikseli w poziomie oraz 576 pikseli w pionie (720x576), natomiast obraz dla systemu NTSC 720 pikseli w poziomie oraz 480 pikseli w pionie (720x480).